# مغ (فیلم ۲۰۱۶)
مگی یا مغ فیلمی ترسناک ساخت کشور ترکیه، به کارگردانی حسن کاراچاداق و با بازی لوسی پل، مایکل مدسن، استیون بالدوین و برایان دیویس می‌باشد.

## داستان
مارلا واتکینز از چند سال پیش به استانبول نقل مکان کرده‌است. او در حال حاضر به آموزش زبان انگلیسی در یک مدرسه زبان محلی مشغول است. خواهر او، اولیویا، یک روزنامه‌نگار مستقر در نیویورک است، اولیویا هنگامی که از بارداری خواهرش مارلا مطلع می‌شود به ترکیه سفر می‌کند. مارلا در یک محله تجملی زندگی می‌کند. او پیش از این با یک هنرمند ایرانی ازدواج کرده بود، اما این دو به تازگی از یک دیگر جدا شده‌اند. مارلا تصمیم می‌گیرد که نوزاد خود را نگه دارد و این زمانی است که اتفاقات شوم شروع به رخ دادن می‌کند.

## بازیگران
- کنان ایچه در نقش امیر
- استیون بالدوین در نقش بورگا
- مایکل مدسن در نقش لارنس ایرلام
- برایان دیویس در نقش مارلا واتکینس